# Jeffrey Holland
Jeffrey Holland (Walsall, Staffordshire, Engeland, 17 juli 1946) is een Engels acteur, die vooral bekend werd van de series Hi-de-Hi!, You Rang, M'Lord? en Oh, Doctor Beeching! in de jaren 80 en 90, waarbij hij samenwerkte met Paul Shane, Felix Bowness en Su Pollard.
Hollands eerste televisieoptreden was in 1964, in de langlopende soapserie Crossroads, waarin hij Mike Hawkins speelde. In de jaren 70 had hij een aantal gastrollen in bekende series als Dixon of Dock Green, Dad's Army, Are You Being Served?, It Ain't Half Hot Mum en Secret Army. Einde jaren 70 speelde Holland ook in enkele televisiefilms en in de miniserie The Mayor of Casterbridge.
In 1980 was hij nog te zien in de kortlopende serie Madhouse.
In 2011 was Holland te zien in een aflevering van Coronation Street. Daarna speelde hij in enkele speelfilms; zijn eerste filmrol was die van Dick Holland in Run for Your Wife, gebaseerd op Ray Cooneys gelijknamige klucht (in het Nederlands ook bekend in de vertalingen Goeie buren en Kink in de kabel).

## Filmografie
- Crossroads (televisieserie) – Mike Hawkins (afl. onbekend, 1964)
- Dixon of Dock Green (televisieserie) – Alan Hunt (afl. "Pay-Off", 1974)
- It Ain't Half Hot Mum (televisieserie) – verschillende rollen (2 afl., 1976/1977)
- Dad's Army (televisieserie) – de soldaat (afl. "Wake-Up Walmington", 1977)
- Secret Army (televisieserie) – Michel (afl. "Too Near Home", 1977)
- Are You Being Served? (televisieserie) – verschillende rollen (2 afl., 1977/1979)
- The Mayor of Casterbridge (miniserie, 1978) – Carter (4 afl.)
- King Richard the Second (televisiefilm, 1978) – Hertog van Surrey
- As You Like It (televisiefilm, 1978) – William
- The Life of Henry the Fifth (televisiefilm, 1979) – Nym
- Hi-de-Hi! (televisieserie, 58 afl., 1980–1988) – Spike Dixon
- Madhouse (televisieserie) – verschillende rollen (11 afl., 1982–1984)
- The Kenny Everett Television Show (televisieserie) – verschillende rollen (3 afl., 1985)
- The Les Dennis Laughter Show (televisieserie) – verschillende rollen (9 afl., 1987–1989)
- You Rang, M'Lord? (televisieserie, 26 afl., 1988–1993) – James Twelvetrees
- The Russ Abbot Show (televisieserie) – verschillende rollen (4 afl., 1990)
- Noel's House Party (televisieserie) – rol onbekend (afl. 1.3, 1991)
- Oh, Doctor Beeching! (televisieserie, 20 afl., 1995–1997) – Cecil Parkin
- Coronation Street (televisieserie) – Clive Drinkwater (afl. 1.7749, 2011)
- Run for Your Wife (2012) – Dick Holland
- Art Ache (2015) – Steven Phillips
- The National Union of Space People (2016) – Rupert Darling